# وغ‌وغ صاحاب

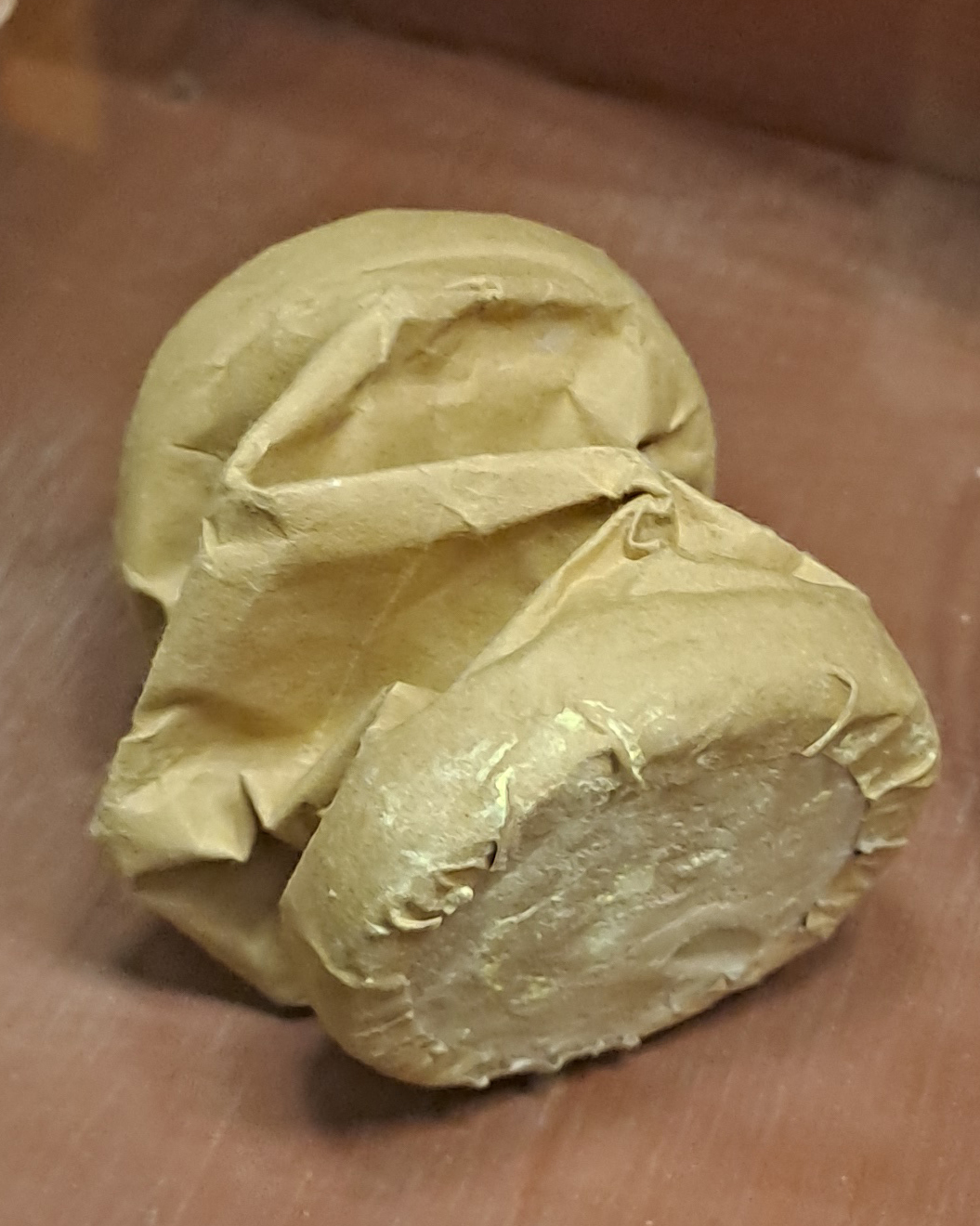
وغ‌وغ صاحاب

وغ‌وغ صاحاب یا وغ‌وغ ساهاب (که در منابع مختلف با املاهای بسیار متفاوتی از جمله گاه با قاف و به‌صورت: وق‌وق صاحاب، و گاه یا نوشتن سین به جای صاد، یا ه به جای ح هم نوشته شده)، نام یک اسباب بازی کوچک متداول در عصر قاجاریه بود. این اسباب بازی شامل یک صفحه رویی و یک طبق پایه دار در زیر آن بود. معمولاً فردی به نام وغ وغ صاحابی، این اسباب بازی را به داخل محله‌ها می‌آورد. وی اقدام به حرکت دادن صفحه روئی این اسباب بازی می‌نمود، و با این کار، صدایی از آن خارج می‌شد که باعث خوشایند اطرافیان و به ویژه کودکان می‌گردید. ضمناً وغ وغ صاحابی، معمولاً در داخل طبق پایه دار خود، بعضی تنقلات شیرین و خوشمزه مثل خروس قندی و کامفت (که نوعی آب نبات بود)، داشت که قیمت آن‌ها بسیار ناچیز و مشتریان آن‌ها بیشتر کودکان بودند.
مشتری تنقلات وغ‌وغ صاحاب، معمولاً کودکان کوچه و گذر بودند که اغلب با اشتیاق و علاقه فراوانی از وغ‌وغ صاحابی و سایر فروشندگان دوره‌گرد استقبال می‌کردند.